# San Rafael Pie de La Cuesta
San Rafael Pie de La Cuesta est une ville du Guatemala dans le département de San Marcos.